# NGC 5478
NGC 5478 é uma galáxia espiral barrada (SBbc) localizada na direcção da constelação de Virgo. Possui uma declinação de -01° 42' 08" e uma ascensão recta de 14 horas, 08 minutos e 08,5 segundos.
A galáxia NGC 5478 foi descoberta em 23 de Março de 1789 por William Herschel.